# Décès en juin 1991
Décès
- 1987
- 1988
- 1989
- 1990
- 1991
- 1992
- 1993
- 1994
- 1995

Pour une information complémentaire, voir la page d'aide.

| Date    | Nom                     | Activités                                                         | Âge      | Source |
| ------- | ----------------------- | ----------------------------------------------------------------- | -------- | ------ |
| 2 juin  | Bibha Chowdhuri         | physicienne indienne                                              | ?        |        |
| 3 juin  | Margit Anna             | peintre hongroise                                                 | 77       |        |
| 3 juin  | Katia et Maurice Krafft | volcanologues français                                            | 49 et 45 |        |
| 4 juin  | Roger Lorin             | peintre et sculpteur français                                     | 60       |        |
| 6 juin  | Stan Getz               | musicien de jazz américain                                        | 64       |        |
| 7 juin  | Antoine Blondin         | écrivain français                                                 | 69       |        |
| 8 juin  | Vincent Roux            | peintre figuratif français                                        | 62       |        |
| 10 juin | Vercors (écrivain)      | romancier français                                                | 89       |        |
| 12 juin | Guy Huguet              | Footballeur international français                                | 67       |        |
| 13 juin | Dagoberto Lavalle       | Footballeur international péruvien                                | 66       |        |
| 14 juin | Mikhaïl Zelenkine       | peintre et aviateur russe puis soviétique                         | 70       | (ru)   |
| 14 juin | Shiro Kasamatsu         | graveur japonais appartenant à l’école Shin-Hanga et Sosaku-Hanga | 93       |        |
| 14 juin | Bernard Miles           | acteur britannique                                                | 83       | (en)   |
| 14 juin | Peggy Ashcroft          | actrice britannique                                               | 83       |        |
| 17 juin | Vladimir Tomilovsky     | peintre russe puis soviétique                                     | 90       | (en)   |
| 18 juin | Leonida Frascarelli     | coureur cycliste italien                                          | 85       |        |
| 21 juin | Pierre Bini             | footballeur puis entraineur français                              | 67       |        |
| 24 juin | Franz Hengsbach         | cardinal allemand, évêque d'Essen                                 | 80       |        |
| 24 juin | Rufino Tamayo           | peintre mexicain                                                  | 91       |        |
| 27 juin | Klemens Grossimlinghaus | coureur cycliste allemand                                         | 49       |        |
| 27 juin | David Mankaba           | musicien zimbabwéen                                               | 32       | (en)   |